# المرأة هي المرأة (فلم 1961)
المرأة هي المرأة (بالفرنسية: Une femme est une femme) هو فيلم كوميدي رومانسي موسيقي فرنسي من إخراج جان لوك غودار  وبطولة جان بول بلموندو، آنا كارينا وجون-كلود بريالي، صدر الفيلم في فرنسا في 6 سبتمبر 1961.

## روابط خارجية
- المرأة هي المرأة على موقع IMDb (الإنجليزية)
- المرأة هي المرأة على موقع ميتاكريتيك (الإنجليزية)
- المرأة هي المرأة على موقع روتن توميتوز (الإنجليزية)
- المرأة هي المرأة على موقع ألو سيني (الفرنسية)
- المرأة هي المرأة على موقع Turner Classic Movies (الإنجليزية)
- المرأة هي المرأة على موقع أول موفي (الإنجليزية)
- المرأة هي المرأة على موقع فيلمافينيتي (الإسبانية)
- المرأة هي المرأة على موقع قاعدة بيانات الأفلام السويدية (السويدية)
- المرأة هي المرأة على موقع قاعدة بيانات الفيلم (الإنجليزية)
- المرأة هي المرأة على موقع ليتربوكسد (الإنجليزية)